# ひかりの輪
ひかりの輪（ひかりのわ、英語: The Circle of Rainbow Light）は、旧オウム真理教の幹部であった上祐史浩によって設立された宗教団体である。旧オウム真理教の後継団体アレフとは対立関係にある。
ひかりの輪側は、麻原彰晃の影響力を脱した「脱麻原・反麻原派」を主張し、「オウムからの脱却を果たし、オウムに反対している」として、団体設立当初からアレフ信者の脱会支援や、旧オウム真理教が起こした地下鉄サリン事件の被害者遺族に対しての賠償を行なっている。又、旧オウム真理教の後継団体であることを否定している。しかし、公安調査庁は「麻原隠し（麻原の影響力を払拭したかのように偽装）」を行っているとして団体規制法に基づく観察処分を継続している。

## 概要

### 設立の経緯
アーレフ（現Aleph・旧オウム真理教）元代表でもあった上祐史浩らが、上祐はカリスマとしてア－レフから独立する形で2007年5月7日に設立した。

### 活動目的
オウム真理教の総括と反省のもと設立されたと謳われている。すなわち、特定の崇拝対象を持たず、また、信者や大衆を救済するという理念を捨て、人々に癒しをもたらす奉仕を提供する団体となった、としている。
団体の活動目的は、会則に「過去のオウム真理教事件の反省に立ち、その教訓を生かしつつ、宗教・思想・哲学・科学及び芸術等を幅広く研究・実践及び公開することによって、人々の心身の浄化、癒し、人間と自然との調和に尽くし、もって宗教による悲劇が発生しない精神的に豊かな社会づくりに奉仕することを目的とする。」と記されている。さらに上祐は、団体維持の必要性として「オウム被害者への賠償を続ける為の財源の確保」、 「オウム信者のオウム・麻原信仰からの脱却を支援する」、「身寄りの無い信者の生活を扶助する」などの役割を果たすとしている。
2013年頃から、「宗教団体」としてではなく、仏教哲学や心理学を学ぶ思想哲学の学習教室に改革したと主張し、祭壇などを除去。その活動の内容は、「仏教哲学サークル」としての活動に近いものになってきているとして、不定期で「哲学セミナー」等をYouTubeで動画配信している。
1993年1月3日「マイトレーヤ正大師こと上祐史浩　大乗のヨーガ成就式典」で麻原が上祐の独立を予言した説法があり、「独り立ちし、そして多くの衆生のリーダーとし、その世界の救済をしなければならない」とある。

### 活動内容
2009年7月、オウム真理教（現Aleph）の賠償問題をひかりの輪が引き受けることでオウム被害者支援機構と合意した。合意書によると、「ひかりの輪は平成21年分として800万円を支払う努力をし、最低でも300万円以上を弁済する義務を負い、来年以降は協議して額を決める。また被害者救済法に基づき、破産債権者としての届出を行っていなかった被害者に対しても、賠償金を支払うことを約束する。」としている。なお、賠償自体は設立当初から行っている。また「Aleph」がこの被害者支援機構との契約を拒否していることも指摘し、契約を促している。
2010年3月の記者会見では、契約で義務づけられた金額の支払いを達成していると発表。また、Aleph信者を説得し脱会に導いたり、麻原やオウム信仰の問題点を伝えAlephへの入会を阻止するなどの活動で成果を出すことで、当初の目的の一つであった「オウム信仰からの脱却支援」を実施していると声明をだした。
その後も、年間最低300万円以上を支払う賠償契約の履行を続け、2023年6月時点で、5800万円以上の賠償金を支払っているとしている。
滝本太郎弁護士は「教団が実際に解散するなら今ある財産の限り支払って了解」とし、賠償契約があるから解散できないという上祐の主張を全否定している
また、Aleph信者の脱会支援活動や、入会阻止のための活動を行い、これまでに150名以上の信者を脱会させたとしている。

### 団体の構成
代表役員は上祐史浩であり、その他に役員やスタッフが存在するが、団体はこれらはアーレフにおける位階制度とは異なるものであるとしている。ホーリーネームを用いず、談話やブログなどでは各々本名を名乗る。
会員は専従会員と非専従会員からなる。設立直前の2007年5月6日時点での人数は専従会員が57人、非専従会員が106人と公安調査庁に報告された（2022年5月時点の人数は、専従会員が7人、非専従会員が50人と団体の公式サイトに記載された）。
野田成人は「上祐はオウムの正大師だから、ひかりの輪代表ということでいいかもしれない」と述べている。
会員のほとんどは上祐史浩をはじめとした「アーレフ」からの脱退者だが、「ひかりの輪」から新たに加入した会員もいると発表された。なお、哲学教室への改革などに伴い、入会しなくても活動に参加して学ぶことができることを強調している。
「ひかりの輪」側が、適正に運営されているかチェックする目的で設立した外部監査委員会が、施設への立ち入りや幹部の面会で実態を調べて必要に応じて勧告を行うことになっている。その監査委員は同団体の規約によればひかりの輪の会員の経歴が無い者が務めることになっている。2011年12月に松本サリン事件被害者・遺族の河野義行（元長野県公安委員）、大学教授、伝統宗派の宗教団体の責任役員理事など3名が初代の外部監査委員が就任した。河野が2015年までに辞任した後に、会員ではないが、講話会や聖地巡りのようなイベントに出入りしていた女性が後任となり、公安調査庁には「観察処分外し」のための組織とも言われており、その客観性には疑問が残るという声もある（同女性委員は2016年12月27日付で辞任した）。

## 「オウム上祐派」か否か
- 公安調査庁はひかりの輪について、「オウム真理教上祐派」「教団上祐派」の呼称を用いている[24][25]。構成員の殆どが地下鉄サリン事件以前からのオウム真理教の信徒であったという過去を持ち、現に専従会員がアーレフ出家信者のときからの教団施設での集団居住をアーレフ脱会後も継続していること、新団体の目的が実際には麻原彰晃が提唱した「衆生救済」を受け継いだものである、ゆるキャラのカワラダくんを麻原の代わりに崇拝している[26]といった理由を挙げて[27]、公安調査庁は「ひかりの輪」が依然として麻原彰晃の影響下にあり団体規制法に基づく観察処分対象だとした[28]。

- 弁護士滝本太郎は、ひかりの輪は「麻原隠し」をやるだけの能力がある「大人の過激派」と批判している。また、麻原がかつて「（上祐が）息子として転生し、弟子として転生してきているということは、当然わたしもいずれ彼（上祐）を離さなければならない時期が来る。離さなければならないとは、一人立ちし、そして多くの衆生のリーダーとし、その世界の救済をしなければならないということである」と説法したことに注目している[29]。
- 東京地方裁判所は、観察処分取消訴訟における2017年9月25日の判決で、「原告（※ひかりの輪）の設立は、別団体を組織して、別団体との間で役割分担しながら活動することを求めていた松本（※麻原）の意思に従ってされたものであるとまでは認めることはできない」と事実認定し、ひかりの輪が麻原の意思に基づいて設立された「オウム上祐派」であるとの見方については否定した[30]。
- オウム真理教は麻原教、ひかりの輪は上祐教と言われることもある。

## 観察処分取消訴訟
ひかりの輪側は麻原の影響下には無いと主張するものの、当初、上祐は観察処分対象となった直後の会見で「第三者の厳しい見方は必要」と述べ、公安調査庁の立入検査を受け入れていた。しかし2015年6月1日、ひかりの輪は公安調査庁の見解が事実誤認であるとして、同年1月23日に更新された観察処分の取り消しを求める行政訴訟を東京地裁に提起した。
2017年9月25日、東京地裁は「団体の基本理念で松本死刑囚に対する絶対的な帰依が否定され、少なくとも表面的にはアレフとは性格が相当に異なっている」「団体の設立以降、アレフと同じ施設を利用したといった証拠はなく、1つの組織体と認めることはできない」として、観察処分を取り消す判決を下した。上祐は判決後の会見で「公安調査庁は、ひかりの輪が『麻原隠し』をしていて、オウム真理教と共通の目的を持っていると主張していたが、具体的な根拠がないことが認められた。ほっとしている」「社会的圧力を受けた結果、団体の収益をもとに事件の被害者に賠償することも抑圧されたので、公安調査庁に対して損害賠償を求め、その一部を被害者への賠償に上積みすることも検討したい」と述べた。国側はこれを不服として控訴した。
2019年2月28日、東京高裁はひかりの輪がAlephと別団体であることは認めたものの、「オウム真理教の修行体系の最も本質的な部分を継承している」として一審判決を取り消し、ひかりの輪の請求を棄却した。ひかりの輪は直ちに上告したが、2020年3月11日に最高裁は上告を棄却し、2審の国逆転勝訴の判決が確定した（なお、この最高裁の確定判決は、2015年の観察処分更新に対するものであって、その後の2018年、2021年の更新については、下記の通り、別個に取消訴訟が続いている）。
この間、2018年1月22日には公安審査委員会が再び観察処分更新を決定しており、ひかりの輪はこの決定についても取り消しを求める訴訟を提起したが、東京地裁は2020年2月27日にひかりの輪の請求を棄却、続いて東京高裁も2021年5月19日に控訴を棄却した。
その後、2021年1月6日の公安審査委員会による観察処分更新決定に対しても、ひかりの輪は取り消しを求める訴訟を提起し、2023年時点で係争中である。2021年の更新時においては、すでに麻原の死刑が執行されていた（2018年7月6日）にもかかわらず、観察処分を更新しなければならないような危険性があったかどうかが、新たな争点とされている。
この訴訟の継続中の2022年5月20日、アメリカ国務省は、1997年以来継続してきたオウム真理教に対する「外国テロ組織（FTO）」の指定を解除した。その理由として「もはやテロ活動に関与しておらず、テロを遂行する能力や意思もない」と述べ、「日本などがテロの脅威の排除に成功したことを示すものだ」と説明している。この指定解除の背景には、麻原の死刑執行があったのではないかとの観測もあることから、死刑執行後の観察処分の必要性の有無について、アメリカ国務省と公安調査庁・公安審査委員会の見解の相違が生じていることが注目されている。

## 年譜
- 2007年
  - 3月8日 - アーレフから上祐前代表はじめ62人が脱会（脱会届提出は前日）。新団体準備グループが立ち上げた。
  - 5月7日 - 「ひかりの輪」の正式な設立。公安調査庁への報告。
  - 5月9日 - 設立記者会見。
  - 5月10日 - 公安調査庁による初の一斉立入検査。団体規制法に基づくもの。麻原彰晃や家族の肖像写真、呪文の音声ファイルなどの「教材」が発見されたが、団体側は廃棄漏れである（オウム真理教時代の建物をそのまま使用していたため）としており、以後の立入検査では発見されていない。また、透明性を強調する教団方針を掲げているにもかかわらず、幹部の一人がオウム真理教との関係を明かさないまま一般向けのヨーガ教室を開催していたことについては、個人的な事業であると釈明した（なお、この幹部は2008年夏に脱会している）。
- 2009年7月6日 - オウム被害者支援機構に対し、損害賠償債務の支払いを引き継ぐことで合意[15]。
- 2010年2月 - 設立以来初となる出版物の刊行に併せ、オウム時代の反省・総括をまとめたサイトを設立。
- 2011年12月17日 - 団体の活動を監査するための外部監査委員会を設置[22]。委員長の河野義行（松本サリン事件被害者・元長野県公安委員）・大学教授・伝統宗派の宗教団体の責任役員理事ら3名が監査委員として就任。
- 2013年12月 - 宗教団体ではなく哲学教室に改革するために団体規約を改定。その後2014年10月までに祭壇等を除去し、教室内部を報道機関に公開。
- 2014年
  - 8月6日 - 旅行業登録を行わず無許可で聖地巡礼名目での長野県内の旅行ツアーを行っていたとして、警視庁公安部に旅行業法違反容疑で家宅捜索を受けた[41]。翌2015年7月29日、同容疑でひかりの輪副代表が書類送検されたが[42]、2015年8月25日付で東京地検は不起訴処分とした。
  - 11月7日 - 公安審査委員会による観察処分更新手続きをめぐり公安調査庁が提出した調査書に、構成員の発言を歪曲した名誉毀損があったなどとして、国に国家賠償などを求める訴えを東京地裁に起こした。不法行為が3件あるということで一件に1円ずつで合計3円を請求している[43]。
  - 11月27日 - 外部監査委員会は、「3年間の監査の結果、「ひかりの輪」には、観察処分の適用要件に該当する事実は、何ら認められなかった。」という監査結果を発表[44]。
- 2015年
  - 3月27日 - 公安調査庁の主任調査官がひかりの輪への公安調査庁の立ち入り検査の日程を東京都世田谷区の教団施設に居住していた20代の男性信者（脱会済み）に漏洩したとして、ひかりの輪の告発を受けた東京地検特捜部は同調査官を国家公務員法（守秘義務）違反罪で略式起訴した。公安調査庁は「信者の信頼を得て、より重要な情報を得ようとした」と説明。主任調査官は男性信者に対し、飲食接待したり金品を提供したりしていた[45]。
  - 12月31日 - 河野義行が外部監査委員を辞任したことを発表。
  - 12月20日 - ひかりの輪の南烏山施設などが道路交通法違反（無免許運転）容疑で警視庁公安部の家宅捜索を受けた。外部監査委員を務める女性が、聖地巡礼ツアーのため会員を同乗させ無免許運転のまま山形県や長野県を回ったりしていたとみられている[23]。同年12月27日、同委員は事件の責任をとって辞任し、翌年の1月25日に同違反の容疑で書類送検された[46]。
- 2017年9月25日 - ひかりの輪に対する公安審査委員会による観察処分を取り消す判決を東京地裁が下す[47][30]。
  - 11月27日 - 外部監査委員会は、「3年間（2014年11月～2017年11月）の監査の結果、「ひかりの輪」には、観察処分の適用要件に該当する事実は、何ら認められなかった。」という監査結果を発表[44]。
- 2018年
  - 1月22日 - 公安審査委員会、ひかりの輪に対する観察処分を更新[48]。
  - 7月6日 - オウム真理教の元教祖・麻原彰晃こと松本智津夫死刑囚を含めた7名のオウム真理教・元幹部死刑囚の死刑が執行されたことに際し、上祐史浩代表が記者会見を行った。この中で上祐代表は「オウム真理教の犯罪については当時、私も教団で重大な責任があった。被害者家族に深くお詫びしたい」と述べた。更にアレフの拡大防止など事件の再発防止に努めると共に、被害者に対する賠償に尽力したいとも述べ、松本智津夫死刑囚に対しては「かつてのような思いは無い」とした[49]。
- 2019年2月28日 - ひかりの輪に対する観察処分について、東京高裁は一審東京地裁の判決を取り消し、観察処分を適法とする判決を下す[32][33]。2020年3月11日に最高裁がひかりの輪の上告を棄却し、判決が確定[34]。
- 2020年2月5日 - 福岡県福津市の教団施設が公安調査庁の立ち入り検査の際にパソコンを隠したとして、団体規制法違反（検査忌避）の疑いで福岡県警公安一課にひかりの輪の役員が逮捕された[50]。同役員は同年2月21日、不起訴処分となり釈放された[51]。その後、同役員は役員を辞任し、一般の会員となった。
  - 12月16日 - 外部監査委員会は、「3年間（2017年11月〜2020年12月）の監査の結果、「ひかりの輪」には、観察処分の適用要件に該当する事実は、何ら認められなかった。」という監査結果を発表[44]。